# Suzana Nunes
Suzana Nunes é professora, cientista e vice-reitora da Universidade de Ciência e Tecnologia Rei Abdullah (KAUST), na Arábia Saudita.

## Educação
Suzana teve sua paixão pela ciência presente desde a infância. Com pais professores, em seu aniversário de sete anos recebeu de presente um kit de química, o que despertou seu amor pela área e a fez seguir o ramo em sua graduação, doutorado e pós-doutorado. Na universidade que ela decidiu estudar o comportamento das macromoléculas – diferentes e mais complexas que as pequenas moléculas normais. Suzana fez um grande avanço na melhoria da termodinâmica de soluções poliméricas, trazendo clareza ao mecanismo de formação de poros de membranas de copolímero em bloco usando microscopia eletrônica.

## Premiações
25° Prêmio L'Oréal-Unesco que busca promover a igualdade e apoiar mulheres na ciência, reapresentado a África e o Oriente Médio.